# Алатаєво (Парабельський район)
Алата́єво (рос. Алатаево) — село у складі Парабельського району Томської області, Росія. Входить до складу Наримського сільського поселення.

## Населення
Населення — 52 особи (2010; 110 у 2002).
Національний склад (станом на 2002 рік):
- росіяни — 90 %